# خاصية أرخميدس
خاصية أرخميدس:

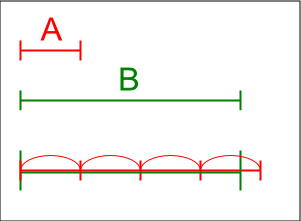

بمعرفتك لمجموعة الأعداد الحقيقية R وتصورك لخط الأعداد الحقيقية قد يبدو واضحاً أن مجموعة الأعداد الطبيعية N غير محدودة في مجموعة الأعداد الحقيقية R كيف نستطيع اثبات ذلك ؟ 
في الحقيقة لا نستطيع ان نفعل ذلك باستخدام الجبر وخصائص النظام، في الواقع يجب أن نستخدم completeness propertyفي R إضافة إلى خاصية الإستقراء في N حيث أن ( إذا كان n∈N فإن n+1 ∈N ) 
عند عدم وجود الحد العلوي لمجموعة الاعداد الطبيعية N يعني ذلك أن أي عدد حقيقي x يوجد عدد طبيعي n (يعتمد على x) بحيث x<n
الإثبات :
نريد أثبات أنه إذا كان x∈R إذا يوجد nx∈N بحيث x≤nx
نفرض العكس للحصول على تناقض 
اذن نفترض : لكل n∈N بحيث x>n
اذن x تمثل حداً علوياً للمجموعة N ومنها :
اذن يوجد u∈R بحيث أن u=sup N
يعنيu-1 ليس حد علوي 
اذن يوجد m∈N بحيث u-1<m
u<m+1, m+1 ∈N
اذنu ليس اصغر حد علوي لمجموعة Nاذن يوجد nx∈N بحيث x≤nx
- نتيجه:

إذا كان 
S={1/n: n∈N} → inf S =0
الاثبات :
S مجموعة غير خاليه ومحدوده من أسفل بالصفر، لنفرض أن w=inf S
ومن الواضح أن w≥0 لكل ε>0 خاصية أرخميدس تعني أنه يوجد n∈N بحيث :
ε<1/nاذن n>1/ε نجد أن لدينا:
0≤w≤1/n <ε
ولكن لأي قيمة عشوائية لـ ε>0 فإن w=0
- نتيجه:

إذا كانت t>0 يوجد nt∈N بحيث:
0<1/nt<t
اثبات: 
عندما inf{1/n: n∈N}=0 و t>0 إذا t ليس حد سفلي للمجموعه {1/n حيث n∈N} وبالتالي يوجد nt∈N بحيث 0<1/nt<t
- نتيجه:

إذا كانت y>0 يوجد nyN بحيث : 
ny-1≤ y ≤ny
اثبات:
خاصية أرخميدس يضمن المجموعة {Ey={m∈N : y<m الجزئية من الأعداد الطبيعية N غير خالية، ن طريق خاصية الترتيب الجيد للأعداد إذا مجموعة Ey تحتوي عنصر نرمز له بالرمز ny إذا ny-1 ليست داخل Ey إذا لديناny-1 ≤ y ≤ny
مثال على تطبيق خاصية ارخميدس في اثبات نظريات أخرى :
-اثبتي أن المتتابعة (n) تباعدية.
من خاصية أرخميدس نعلم أن الاعداد الطبيية غير محدودة إذاً المتتابعة n غير محدوده وبالتالي تكون تباعدية
ومن المعاكس الإيجابي لنظرية أن «كل متتابعة محدودة هي تقاربية» إذا كل غير محدوده تباعديه 
إذاً (n) تباعدية
المصدر: introduction to real analysysis
Robert G.Bartlr
4thedithion
نتيجة 1 : 
المجموعة N محدودة من أسفل ولكن ليست محدودة من أعلى 
نتيجة 2 :
لكل x ينتمي للأعداد الحقيقية الموجبة يوجد n ينتمي للاعداد الطبيعية حيث: 
```
x>1/n
```

نتيجة 3 :
لكل x ينتمي للأعداد الحقيقية يوجد m,n ينتمي للاعداد الصحيحة حيث: 
```
n>x>m
```

نتيجة 4 : 
لكل x ينتمي للأعداد الحقيقية الموجبة يوجد n ينتمي للاعداد الصحيحة حيث:
```
n+1>x ≥ n
```

نتيجة 5 :
لكل x ينتمي للأعداد الحقيقية يوجد n ينتمي للاعداد الطبيعية حيث: 
```
x ≥ n> x-1
```

نتيجة 6 : 
لكل x ينتمي للأعداد الحقيقية يوجد n ينتمي للاعداد الطبيعية:
```
بحيث x> n ≥ x-1
```

مثال : 
لكل x ينتمي للأعداد الحقيقية الموجبة يوجد n ينتمي للاعداد الطبيعية حيث:
```
 n(n+1)/2>x≥ n(n-1)/2
```

للعدد الحقيقي 1/2*(2x+ 1/4)√ من النتيجة 5 يوجد عدد وحيد n∈N بحيث :
N+1>√(2x+ 1/4)+1/2≥n
```
n+1/2)^2> 2x+ 1/4 ≥ (n-1/2)^2) 
```

أو
```
n^2+n> 2x ≥ n^2-n 
```

أو
```
n(n+1)/2>x≥ n(n-1)/2
```

يوضح المثال بالأعلى أن كل عدد صحيح موجب nيستطيع أن يعرف فردياً كـ:
n=(i(i-1))/2 +j
لكل i,j∈N ^ 1≤ j ≤i 
في مثل هذا المثال الفريد من نوعه للعناصر الطبيعية يكون أحياناً مساعد لفحص مجموعة الاعداد القابله للعد
المصدر : الويكبيديا الإنجليزية
Archimedean semi-group
ترجمة وتنسيق طالبات قسم الرياضيات - جامعة الدمام
بإشراف الدكتورة فاطمة الرواجح